# Friedrich Oldenbourg
Friedrich Oldenbourg (geboren 18. Juli 1888 in München; gestorben 31. Mai 1941 ebenda) war ein deutscher Verleger.

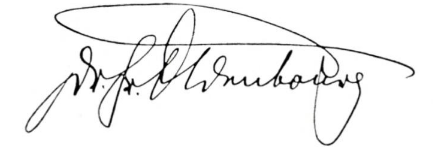

## Leben
Friedrich Oldenbourg war ein Sohn des Verlegers des R. Oldenbourg Verlags Paul Oldenbourg (1858–1936) und ein Enkel des Verlagsgründers Rudolf Oldenbourg (1811–1903). Der Kunsthistoriker Rudolf Oldenbourg (1887–1921) war ein Cousin.
Oldenbourg besuchte das Königliche Maximiliansgymnasium. Er studierte Jura an der Universität München und Staatswissenschaften in München und an der Universität Leipzig und wurde 1911 in Leipzig beim Nationalökonomen Wilhelm Stieda zum Dr. phil. promoviert. Er leitete ab 1919 den Schulbuchbereich im Familienbetrieb. Oldenbourg war von 1925 bis 1930 Mitglied des Vorstands im Börsenverein der Deutschen Buchhändler zu Leipzig und war ab 1930 Vorsteher des Börsenvereins. Er erhielt 1932 die Goethe-Medaille.
Nach der Machtübergabe an die Nationalsozialisten 1933 wirkte Oldenbourg im Namen des Vorstands des Börsenvereins dabei mit, dass Literatur, die von den Nationalsozialisten bei der Bücherverbrennung am 10. Mai 1933 als „undeutsch“ deklariert wurde, aus den Regalen der Buchhändler verschwand und durch „Schrifttum mit nationaler Haltung“ ersetzt wurde. Der Börsenverein nahm ab Mai 1933 an einem Arbeitsausschuss unter Führung des Kampfbundes für deutsche Kultur teil, der Verbotslisten für die Schöne Literatur und für gesellschaftliche Sachliteratur  erstellte. Diese Listen wurden im November 1933 über die Geschäftsstelle des Börsenvereins an die Verleger verschickt, wobei die Maßnahme wegen möglicher Störungen aus dem Ausland als streng vertraulich behandelt werden sollte. Am 15. November 1933 wurde Oldenbourg zusammen mit Hanns Johst, Hans Grimm, Theodor Fritsch junior und Heinz Wismann in den Präsidialrat der neu errichteten Reichsschrifttumskammer berufen.
Der Börsenverein wurde im Dezember 1933 zur staatlich anerkannten Standesvertretung mit Zwangsmitgliedschaft aller buchhändlerischen Berufsgruppen erhoben. Im Gerangel der verschiedenen NSDAP-Parteiinstanzen und des Zentralverlags der NSDAP um Einflusssphären im Kulturbetrieb verlor Oldenbourg im Mai 1934 die Unterstützung des Schrifttumskammerpräsidenten Hans Friedrich Blunck und dessen Stellvertreters Wismann und musste sein Vorsteheramt im Börsenverein an Kurt Vowinckel abgeben, der seinerseits im September 1934 durch Wilhelm Baur abgelöst wurde.
Oldenbourg wurde Soldat im Zweiten Weltkrieg und nahm als Major am Westfeldzug teil. Bei einer militärischen Übung bei Miesbach in Oberbayern wurde er Anfang Mai 1941 schwer verletzt und starb an einer Sepsis in München.

## Schriften
- Die Endter : Eine Nürnberger Buchhändlerfamilie (1590–1740). München : R. Oldenbourg, 1911. Leipzig, Univ., Diss., 1911
- Buch und Bildung : Eine Aufsatzfolge. München : C. H. Beck, 1925 Neuausgabe 1953 mit einer Kurzbiografie von Hermann Kurtz.
- Zur Weltgeltung des deutschen wissenschaftlichen Schrifttums. München : R. Oldenbourg, 1931
- Die deutsche Bildungsfrage. München : R. Oldenbourg, 1933
- Vom Schicksal des Buches. Horst Kliemann, Hermann Kurtz (Hrsg.) : Friedrich Oldenbourg zum fünfzigsten Geburtstag am 18. Juli 1938. Ausgewählte Texte. München : Oldenbourg, 1938
- Die Buchkultur : Ein Epilog zum Gutenbergjahr. München : R. Oldenbourg, 1941